# Право социального обеспечения
Право социального обеспечения — совокупность правовых норм, регулирующих специфическим методом общественные отношения по поводу распределения части ВВП (валового внутреннего продукта) путём предоставления населению компетентными органами в порядке социального страхования и социального обеспечения денежных выплат, медицинской и лекарственной помощи, социальных услуг либо льгот по нормам и в порядке, определённом законодательством, а также отношения по реализации, защите и восстановлению конституционного права граждан на социальное обеспечение.

## Предмет права социального обеспечения
Предмет права социального обеспечения — это сложный комплекс отношений как материального, так и процедурно-процессуального характера, возникающих в связи с распределением части ВВП через систему социального обеспечения.
1. Отношения по социальному обеспечению граждан в денежной форме.
2. Отношения по предоставлению различных социальных услуг (натуральный вид обеспечения)
3. Процедурные и процессуальные отношения, связанные с реализацией и защитой права на тот или иной вид социального обеспечения:                                                    1) Установление юридических фактов,                                                                                                                                                                                                                  2) Реализация права,                                                                                                                                                                                                                                                                                                                          3) Защита прав.[2].

## Метод права социального обеспечения
Метод права социального обеспечения — это совокупность приёмов и способов правового регулирования общественных отношений по социальному обеспечению граждан, специфика которых объективно обусловлена распределительным характером этих отношений. Данная совокупность охватывает как общеправовые и межотраслевые приёмы регулирования, так и приёмы, специфичные для данной отрасли
1. Сочетание императивного и диспозитивного способов правового регулирования при неизменном доминировании императивного, то есть носит предписывающий характер.
2. Сочетание централизованного правового регулирования с региональным, муниципальным и локальным (ст. 72 Конституции РФ). Договорное регулирование, как правило, не допускается(локальное регулирование). Вопросы социального обеспечения находятся в совместном ведении РФ и её субъектов. В настоящее время на федеральном уровне закрепляется определённый минимальный стандарт по социальному обеспечению, который не может быть снижен субъектами РФ. Обязательное социальное страхование регулируется только федеральным законодательством.
3. Специфика юридических фактов (как правило, это события, не зависящие от воли людей) и санкций в праве социального обеспечения. Санкции правоограничивающие и восстановительные, а карательные не применяются. Восстановление ущерба в праве социального обеспечения производится в полном, а не ограниченном размере. Право социального обеспечения характеризуется фактическим отсутствием санкций какой-либо формы противоправного, несвоевременного или неполного предоставления гражданину социального обеспечения; а также общей неразвитостью института ответственности за нарушения прав граждан в сфере социального обеспечения.
4. Относительная автономность субъектов по отношению друг к другу.
5. Относительный характер прав граждан как субъектов отношений и недопустимость принятия усмотренческих решений органом, обязанным предоставлять обеспечение.
6. Административный и судебный порядок защиты нарушенного права граждан[3].

## Функции права социального обеспечения
1. Экономическая. Выравнивание личных доходов граждан путём предоставления материальных благ вместо утраченного заработка либо наряду с ним при наступлении указанных в законах социальных рисков. Аккумуляция финансовых средств в целевых источниках.
2. Производственная. Право на многие виды социального обеспечения обусловлено трудовой деятельностью, а уровень обеспечения зачастую зависит от её характера и размера вознаграждения за труд. Социальное обеспечение способствует также своевременному выводу из общественного производства стареющей рабочей силы и лиц, потерявших способность трудиться.
3. Социально-реабилитационная. Способствует поддержанию социального статуса граждан путём предоставления различных видов материального обеспечения, социальных услуг, льгот с целью поддержания достойного уровня жизни и предупреждения обнищания. Восстановление полноценной жизнедеятельности человека, позволяющей ему обучаться, трудиться, общаться с другими людьми, самостоятельно себя обслуживать.
4. Политическая. Позволяет государству реализовывать основные направления социальной политики, а именно создание условий, обеспечивающих достойную жизнь и свободное развитие человека.
5. Демографическая. Система социального обеспечения воздействует на многие демографические процессы — на продолжительность жизни населения, воспроизводство населения, стимулирование рождаемости.
6. Духовно-идеологическая.
7. Защитная. Защита граждан в трудной жизненной ситуации[4].
8. Личная.

## Принципы права социального обеспечения
1. Всеобщность социального обеспечения. Равная возможность получения определённых видов социального обеспечения при наступлении оснований независимо от пола, расы, национальности, языка, происхождения, имущественного и должностного положения, места жительства, отношения к религии, убеждений, принадлежности к общественным объединениям и др. Социальное обеспечение предоставляется как гражданам страны, так и иностранным гражданам (подданным), а равно и лицам без гражданства (апатридам).
2. Предоставление социального обеспечения как работнику, бывшему работнику, их семьям, так и каждому как члену общества без какой-либо связи с трудовой деятельностью. Социальное обеспечение, предоставляемое работающим, бывшим работникам и их семьям, не исключает предоставления многих видов социального обеспечения, предусмотренных для каждого как члена общества. Исключение составляет социальная пенсия, установленная для каждого как члена общества. Она не может назначаться и выплачиваться наряду с трудовой пенсией.
3. Установление уровня социального обеспечения, гарантирующего достойную жизнь человека. Каждый имеет право на достаточный жизненный уровень, который обеспечивается доходом не ниже соответствующего минимума, на первом этапе хотя бы прожиточного.
4. Многообразие оснований и видов социального обеспечения. Основания: старость; инвалидность; временная нетрудоспособность; потеря кормильца; безработица; рождение ребёнка; смерть человека; нуждаемость в медицинской помощи и лечении, лекарственной помощи, протезно-ортопедической помощи, в транспортном средстве либо средстве передвижения; бедность; воспитание детей в семье; материнство и отцовство; вынужденное переселение и др. Виды: 1) Денежная форма обеспечения — пенсии, пособия, компенсационные выплаты; 2) Натуральная форма обеспечения — медицинская и лекарственная помощь, социальное обслуживание, различные льготы.
5. Дифференциация условий и норм обеспечения в зависимости от ряда социально значимых обстоятельств. Специфика трудовой деятельности; местность, где она выполнялась или живёт человек; субъективные особенности человека и его семьи (пол, возраст, состояние здоровья, причины нетрудоспособности, наличие детей и их число и т. п.); материальное положение.
6. Участие общественных объединений, представляющих интересы граждан, в разработке, принятии и осуществлении решений по вопросам социального обеспечения и защиты их прав. Гражданин имеет право на объединение для защиты своих интересов, на участие в управлении делами государства, на обращение в государственные органы[5].

По сфере действия принципы принято классифицировать следующим образом:
1. общеправовые, свойственные всем отраслям права;
2. межотраслевые, отражающие общие черты нескольких отраслей права;
3. отраслевые, характеризующие специфику конкретной отрасли;
4. внутриотраслевые, касающиеся отдельных институтов отрасли.

К общеправовым относятся принципы:
признание и гарантированность в России прав и свобод человека и гражданина согласно общепризнанным принципам и нормам международного права; неотчуждаемость основных прав и свобод человека и принадлежность их каждому от рождения; признание
прав и свобод человека и гражданина непосредственно действующими; равенство всех перед законом и судом; равенство прав и свобод мужчины и женщины и равенство возможностей для их реализации; право каждого на объединение для защиты своих интересов; гарантированность государственной защиты прав и свобод, включая судебную защиту, и др.
Для ряда отраслей права, нормы которых регулируют общественные отношения, связанные с реализацией гражданами предоставленных им прав, общими являются, например, следующие принципы: обеспечение достойной жизни и свободного развития человека, обеспечение государственной поддержки семьи, материнства, отцовства и детства, инвалидов и пожилых граждан, запрещение принудительного труда и др. Это так называемые межотраслевые принципы, наиболее характерные для таких отраслей права, как трудовое, семейное, право социального обеспечения.
В российском законодательстве последних лет, регулирующем отдельные институты социального обеспечения, прослеживается тенденция закрепления внутриотраслевых принципов непосредственно в нормах права.